# Josef Lechler
Josef Lechler (* vor 1930; † 1948) war ein deutscher Fußballspieler, der für den DSV München und den FC Bayern München aktiv war.

## Karriere
Aus der Fußballabteilung des DSV München kommend, bestritt Lechler die Saison 1930/31 und 1931/32 in der vom Süddeutschen Fußball-Verband ausgetragenen Meisterschaft als Torwart für den FC Bayern München.
In der in zwei Gruppen unterteilten Bezirksliga Bayern bestritt er seine Punktspiele jeweils in der Gruppe Südbayern.
In seiner Premierensaison als Meister aus dieser Gruppe hervorgegangen, nahm er mit seiner Mannschaft auch an der sich anschließenden Endrunde um die Süddeutsche Meisterschaft teil und beendete sie als Drittplatzierter.
In seiner zweiten Saison unter Trainer Richard Dombi erneut als Meister der Gruppe Südbayern hervorgegangen, nahm er erneut an der sich anschließenden und diesmal in zwei Gruppen unterteilten Endrunde um die Süddeutsche Meisterschaft teil. In der Gruppe Süd/Ost setzte sich seine Mannschaft mit einem Punkt Vorsprung vor dem 1. FC Nürnberg durch und erreichte somit das Finale.
Das am 1. Mai 1932 in Stuttgart gegen Eintracht Frankfurt, dem Sieger der Gruppe Nord/West, ausgetragene Finale musste in der 83. Minute beim Stand von 2:0 für Eintracht Frankfurt wegen Zuschauertumulten abgebrochen werden; die Frankfurter wurde vom Süddeutschen Fußball-Verband zum Meister erklärt. Dennoch hatte sich der FC Bayern München zu dieser Zeit als Zweitplatzierter bzw. als unterlegener Finalist für die Endrunde um die Deutsche Meisterschaft qualifiziert.
Lechler bestritt alle vier Endrundenspiele, einschließlich des am 12. Juni 1932 im Städtischen Stadion von Nürnberg mit 2:0 gegen Eintracht Frankfurt gewonnenen Finales. Zuvor wurde im Achtelfinale Minerva 93 Berlin mit 4:2, im Viertelfinale der PSV Chemnitz mit 3:2 und im Halbfinale der 1. FC Nürnberg mit 2:0 bezwungen. Das Schlussdreieck der Bayern bildeten er und das Verteidigerpaar Sigmund Haringer und Konrad Heidkamp.

## Erfolge
- Deutscher Meister 1932
- Zweiter der Süddeutschen Meisterschaft 1932
- Südbayerischer Meister 1931, 1932

## Sonstiges
Laut Knieriem/Grüne soll Lechler „auf dem Weg zum Gewinn der Deutschen Meisterschaft, ein überaus sicherer Rückhalt gewesen sein und insbesondere durch ein gutes Stellungsspiel sowie hervorragende Strafraumbeherrschung überzeugt haben.“ Lechler hatte bereits in den Stadtderbys gegen den TSV 1860 München in der Saison 1930/31 im Tor der „Rothosen“ gestanden. Beim 4:2-Hinrundensieg am 5. Oktober 1930 und auch am 7. Dezember 1930 beim 3:1-Erfolg beim Meisterschaftsgewinn in der Bezirksliga Bayern, Gruppe Südbayern. Beim ersten Aufeinandertreffen nach dem Titelgewinn der Bayern am 18. September 1932 wurde zu Lechler in der Derbybeschreibung notiert, „seine beste Leistung seit langem“ geboten zu haben.